# Kami
För andra betydelser, se Kami (olika betydelser).
Kami (神?) är en japansk beteckning för gudarna i shinto (神道?). Shintoismen i Japan innehåller den kinesiska läsningen shin av ordet kami. Man kan översätta kami med "gud", "andeväsen" eller "själ". Ordet "kami" är könsneutralt, men kvinnliga kami kan även kallas "megami" (女神?).

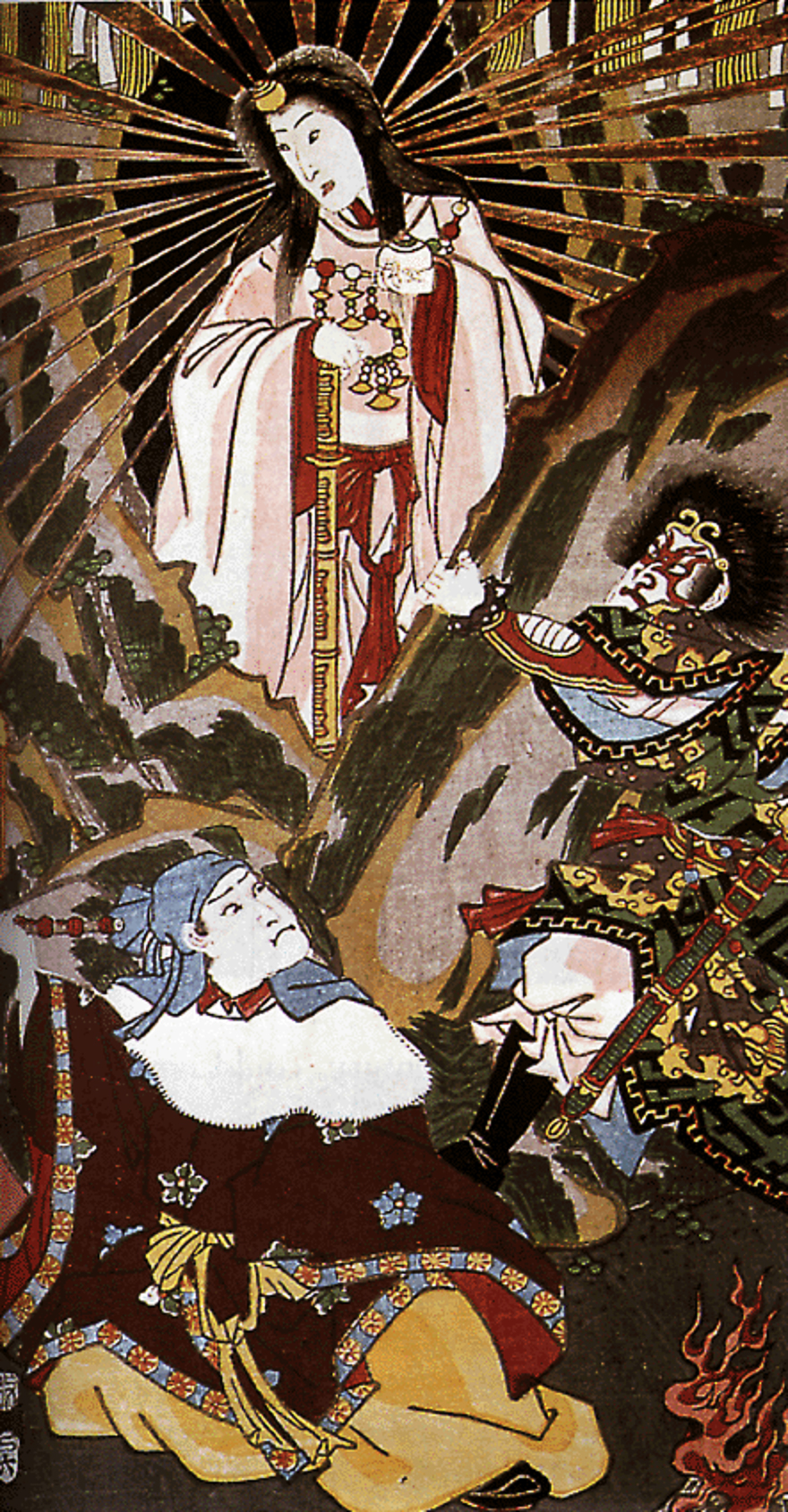
Amaterasu, central kami i Shintō

Kami kan vara både naturandar, människosjälar, förfädersandar och mer konventionella gudar. Detta har gjort att det hävdats att shintoismen har åtta miljoner gudar, vilket bör ses som synonymt med ett oändligt antal. Kami finns dock inte oberoende av människan, det krävs någon dyrkan av ett ting för att dess Kami ska få liv. När människan dör blir hon också en Kami som kan leva vidare, om hennes familj dyrkar henne. Traditionen att dyrka sina förfäder är alltså det som garanterar ett liv efter döden, då ens familj tack vare denna tradition kommer att dyrka en efter ens död.
De flesta Kami finns i naturen eller bland människorna, det finns dock också de som istället står att finna i ”den höga himlens plan”, skiljt från jorden. I Japans feodalsamhälle representerade jordliga kami allmogen bland människor, höga kami adeln. Den viktigaste Kami som dyrkas är solgudinnan Amaterasu, härskarinnan över "den höga himmelens plan". Kami kan också vara onda. Barn som hinner dö innan man skriver in dem i templets lista blir till onda andar. Också Kami från ens mat kan bli hämndlystna om man inte visar dem respekt genom bordsbön. En viktig del av shintoismen är fruktan för och blidkan av sådana onda Kami, vilket kommer till uttryck i reningsritualer. Någonting annat som är kännetecknande för shintoismen är en mycket stor respekt för naturen. Hela naturen är värd att dyrka och full av andar som kan vara snälla om man är snäll mot dem. Framförallt storslagna naturfenomen som berg och vattenfall får stor dyrkan. Efterlivet är inte så centralt i Shintoismen som i många andra religioner, det handlar mer om att passa in i livet än att förbereda sig för döden.